# Vespula
Vespula je rod sociálních vos, jehož zástupci jsou rozšíření především na severní polokouli (Eurasie, Severní Amerika). Jsou podobné vosám rodu Dolichovespula, ale mají vertikálně kratší hlavu, častěji hnízdí pod zemí a obecně jsou poněkud agresivnější. Hnízdo bývá zakládáno jen jednou oplodněnou samicí - královnou. Cyklus hnízda trvá od 3,5 měsíců do 8 měsíců, v teplejších oblastech mohou kolonie i přezimovat (hnízdo pak může dosáhnout obřích rozměrů, neboť v něm působí mnoho matek - královen). Dospělci se živí sladkými šťávami, nektarem a medovicí, larvy jsou masožravé a dospělí jedinci pro ně loví rozličný hmyz a další malé bezobratlé. Do rodu Vespula se řadí nejznámější druhy vos a to vosa obecná a vosa útočná. Tyto druhy se staly i invazními živočichy a byly zavlečeny například do Austrálie, Jižní Ameriky, na Nový Zéland či do jižní Afriky.

## Druhy
- Vespula acadica (Sladen, 1918)
- Vespula alascensis Packard, 1870
- Vespula arisana (Sonan, 1929)
- Vespula atropilosa (Sladen, 1918)
- Vespula austriaca (Panzer, 1799) – pavosa rakouská (sociální parazit vosy ryšavé)
- Vespula consobrina (Saussure, 1854)
- Vespula flaviceps (Smith, 1870)
- Vespula flavopilosa Jacobson, 1978
- Vespula germanica (Fabricius, 1793) – vosa útočná
- Vespula inexspectata Eck, 1991
- Vespula infernalis (de Saussure, 1854)
- Vespula ingrica Birula, 1931
- Vespula intermedia (du Buysson, 1904–05)
- Vespula kingdonwardi Archer, 1981
- Vespula koreensis (Rad., 1887)
- Vespula maculifrons (Buysson, 1905)
- Vespula nursei (Archer, 1981)
- Vespula orbata (Buysson 1902)
- Vespula orientalis (Linnaeus, 1771)
- Vespula pensylvanica (Saussure, 1857)
- Vespula rufa (Linnaeus, 1758) – vosa ryšavá
- Vespula rufosignata (Eck, 1998)
- Vespula shidai (Ish., Yam., Wagn., 1980)
- Vespula squamosa (Drury, 1770)
- Vespula structor (Smith, 1870)
- Vespula sulphurea (Saussure, 1854)
- Vespula vidua (de Saussure, 1854)
- Vespula vulgaris (Linnaeus, 1758) – vosa obecná

## Galerie

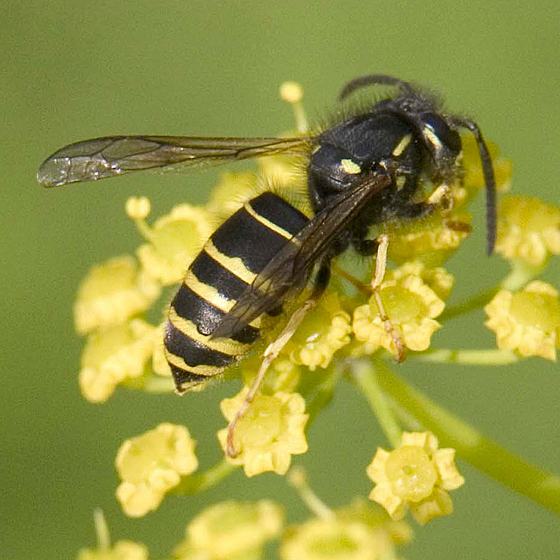
Vespula acadica
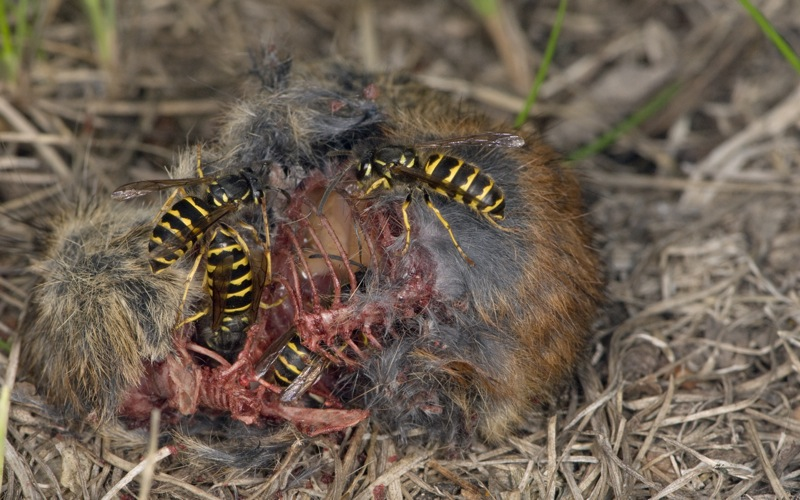
Vespula alascensis na mršině
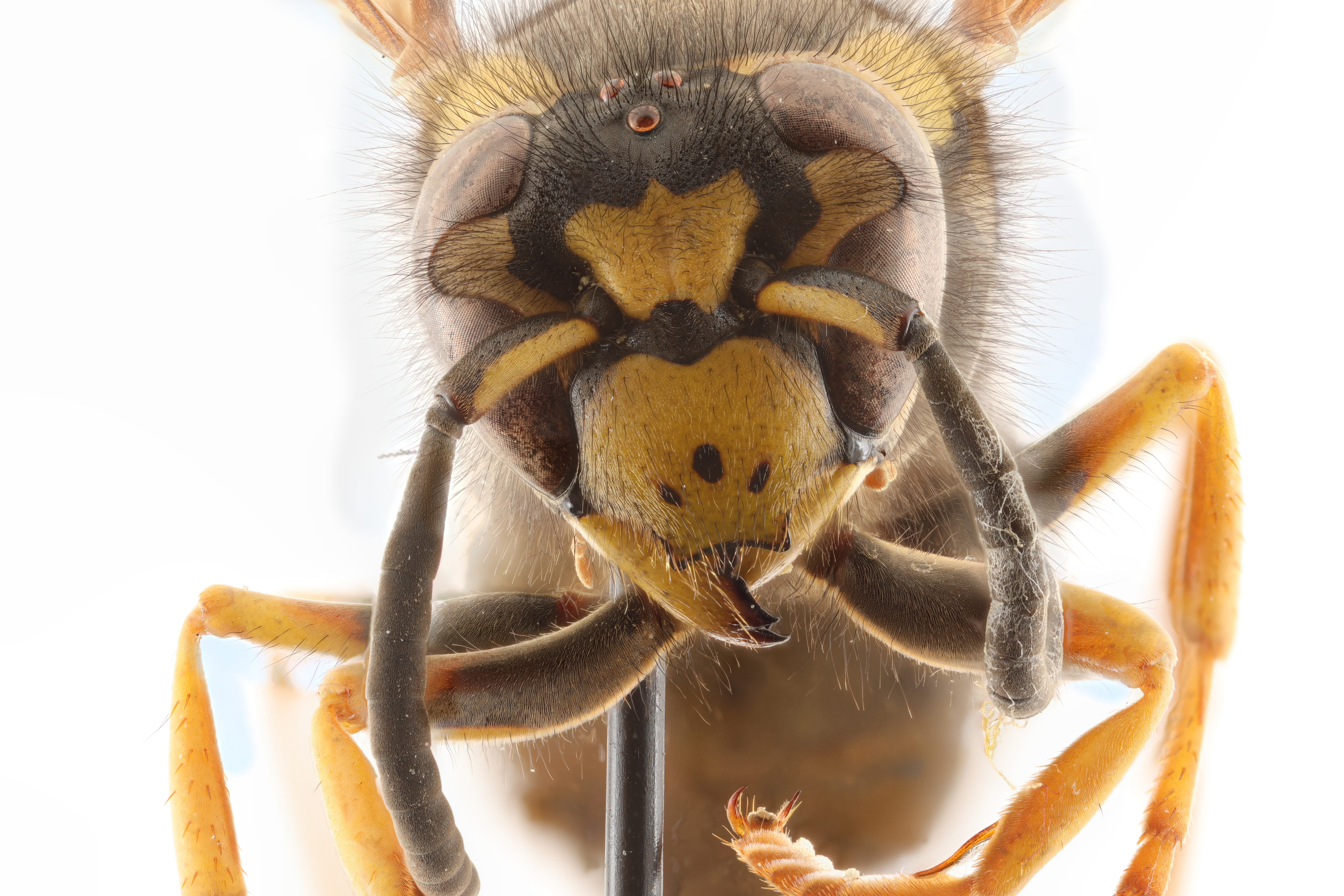
Vespula atropilosa - detail hlavy
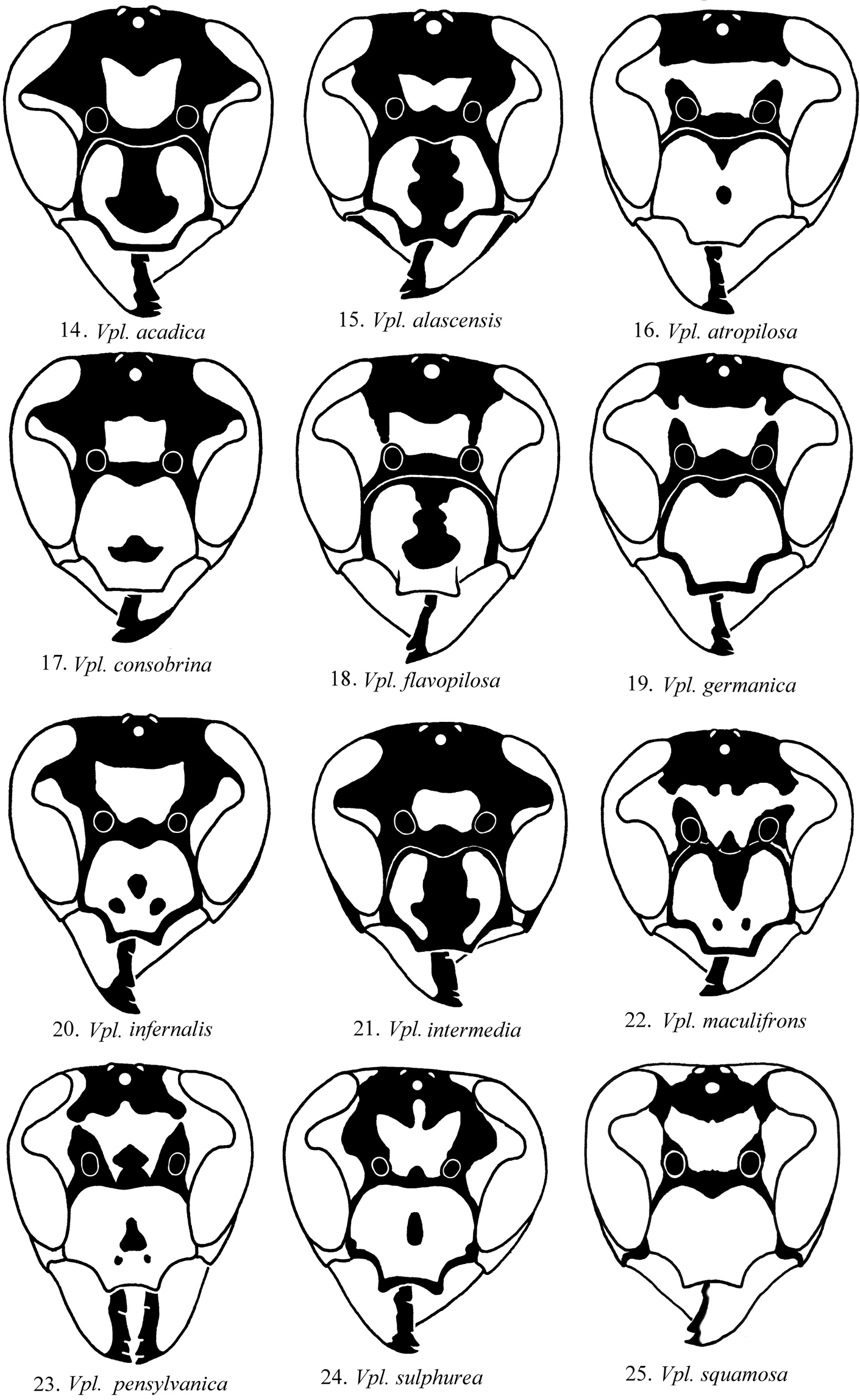
Porovnání kresby na hlavách severoamerických vos rodu Vespula
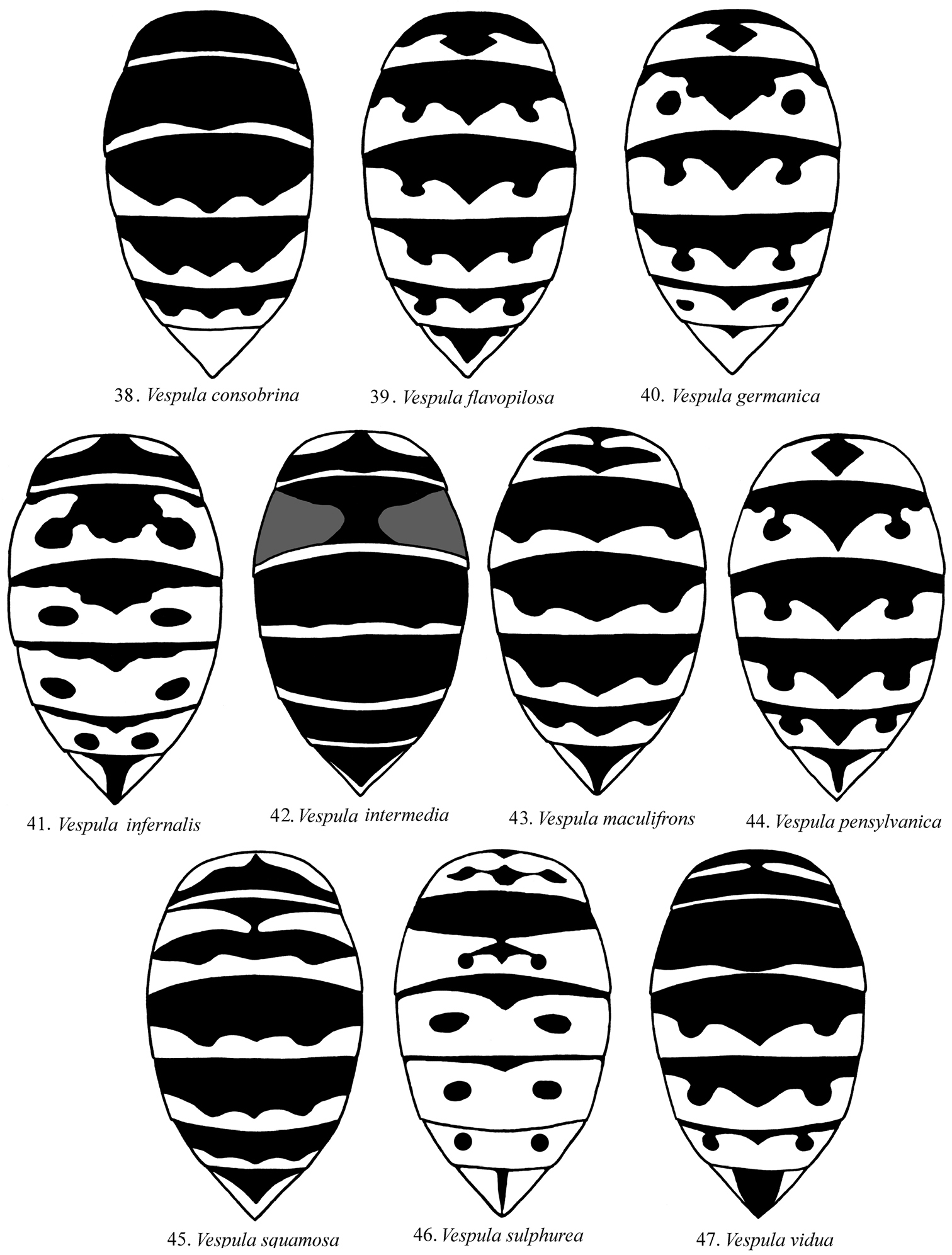
Porovnání kreseb na zadečcích deseti druhů vos rodu Vespula
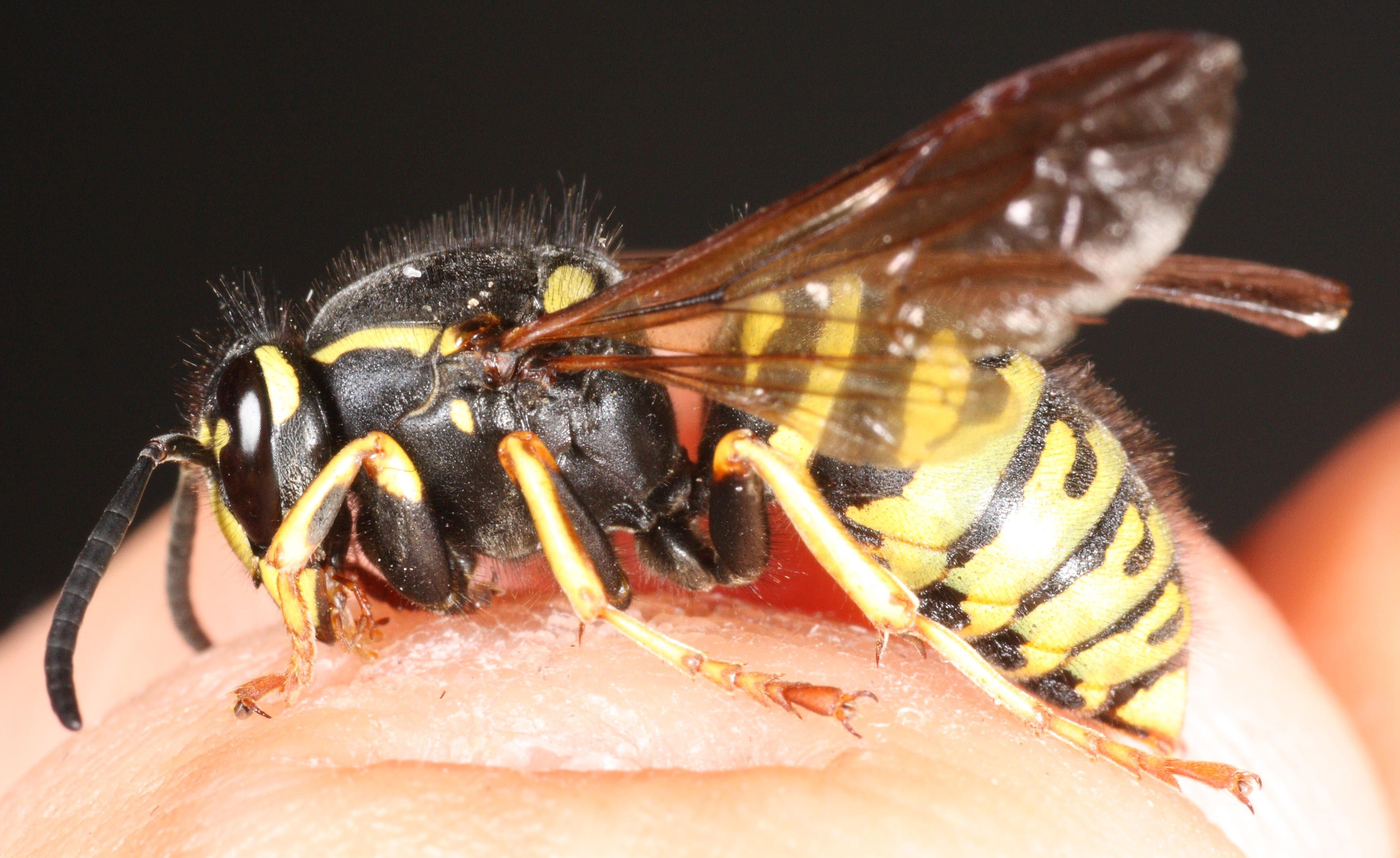
Královna parazitické pavosy rakouské
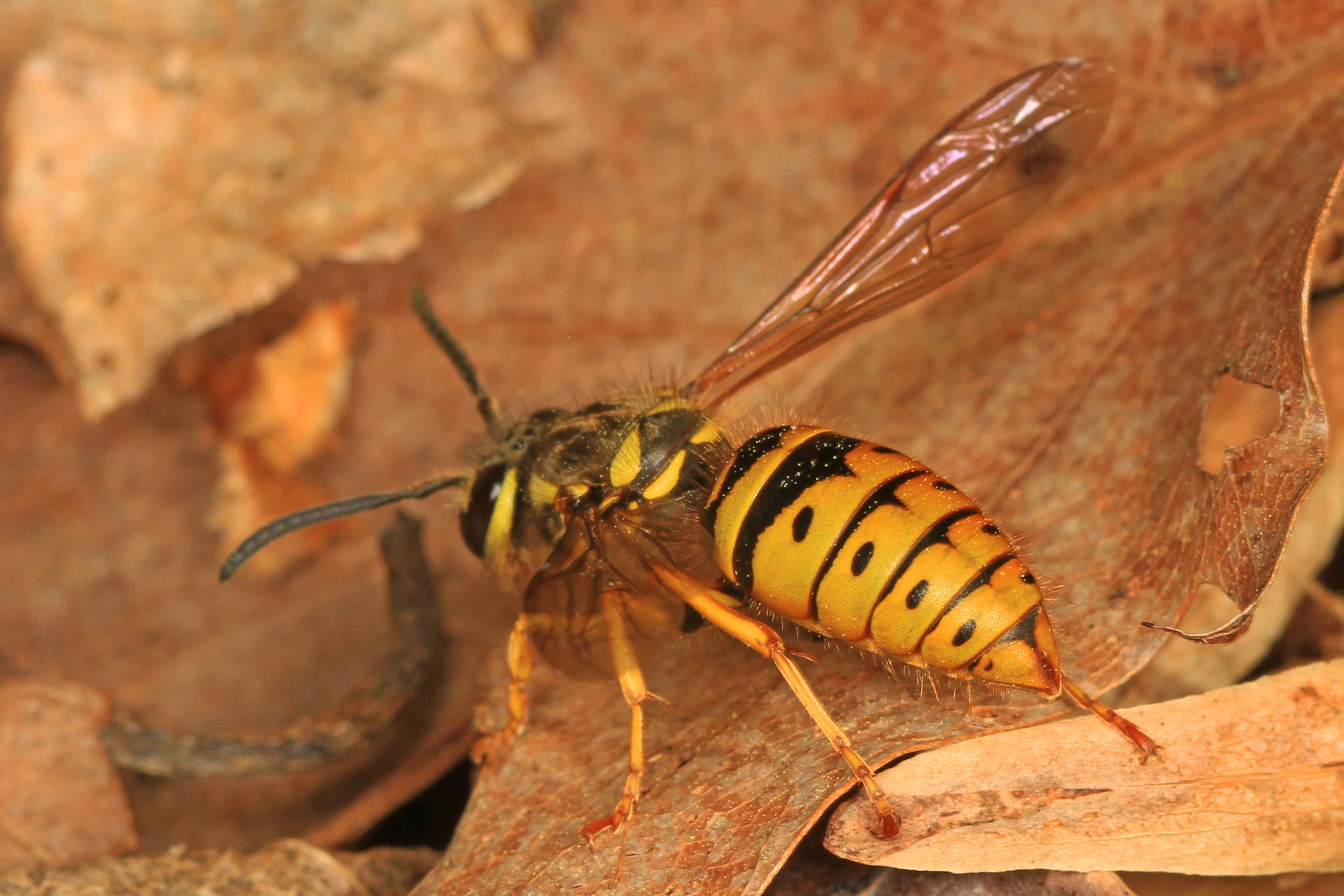
Vespula maculifrons (Virginie)
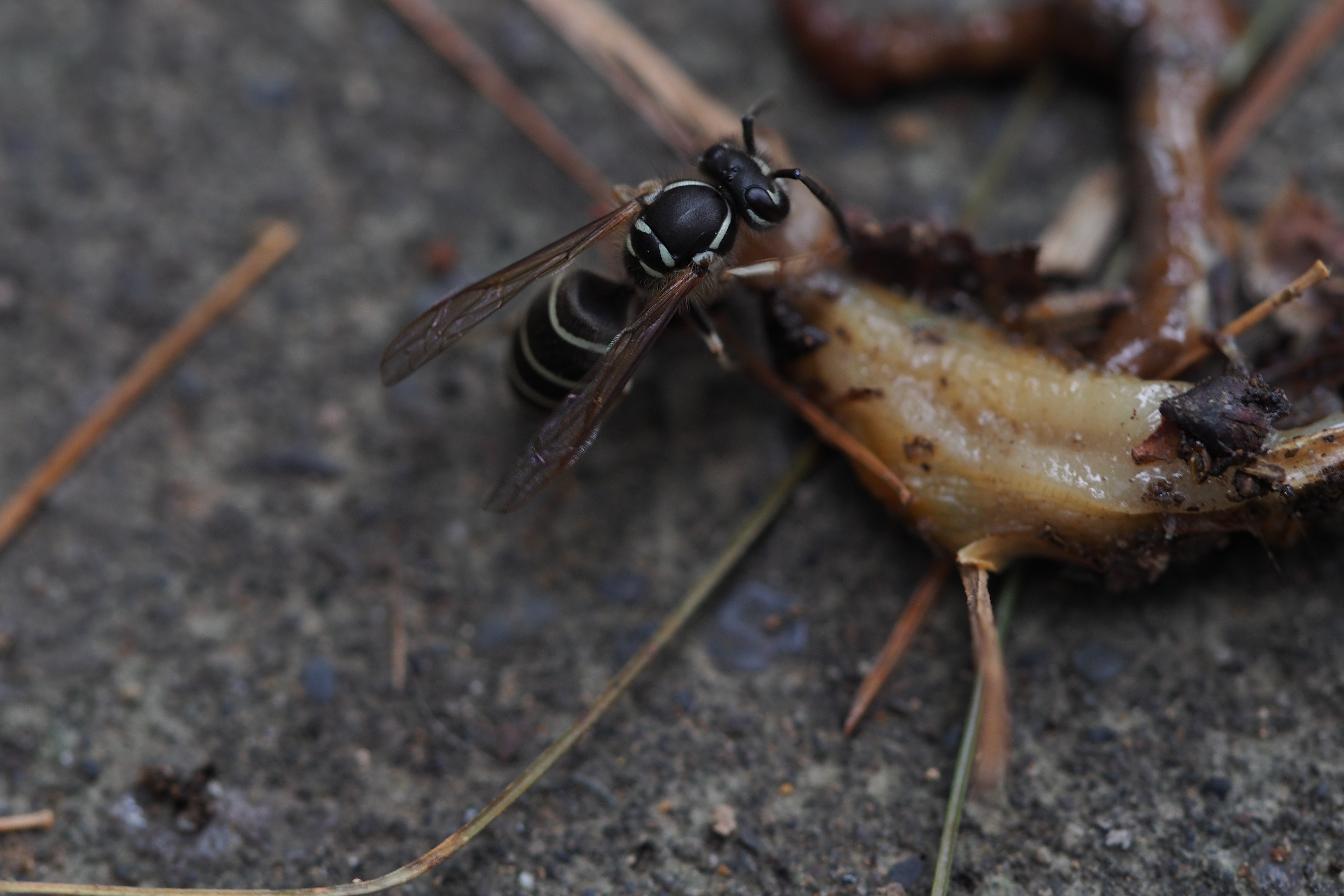
Vespula flaviceps (Japonsko)
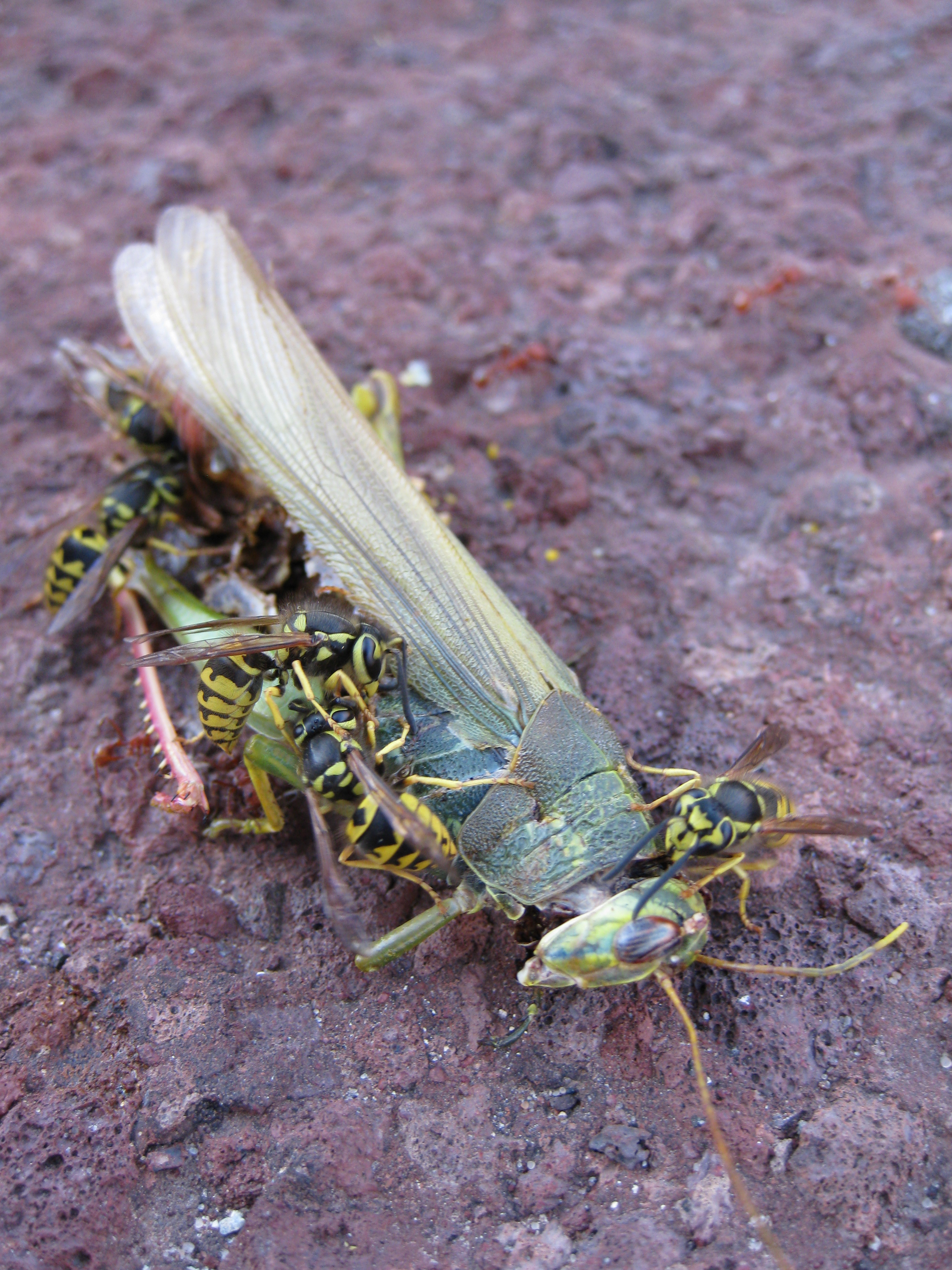
Vespula pennsylvanica porcují kobylku
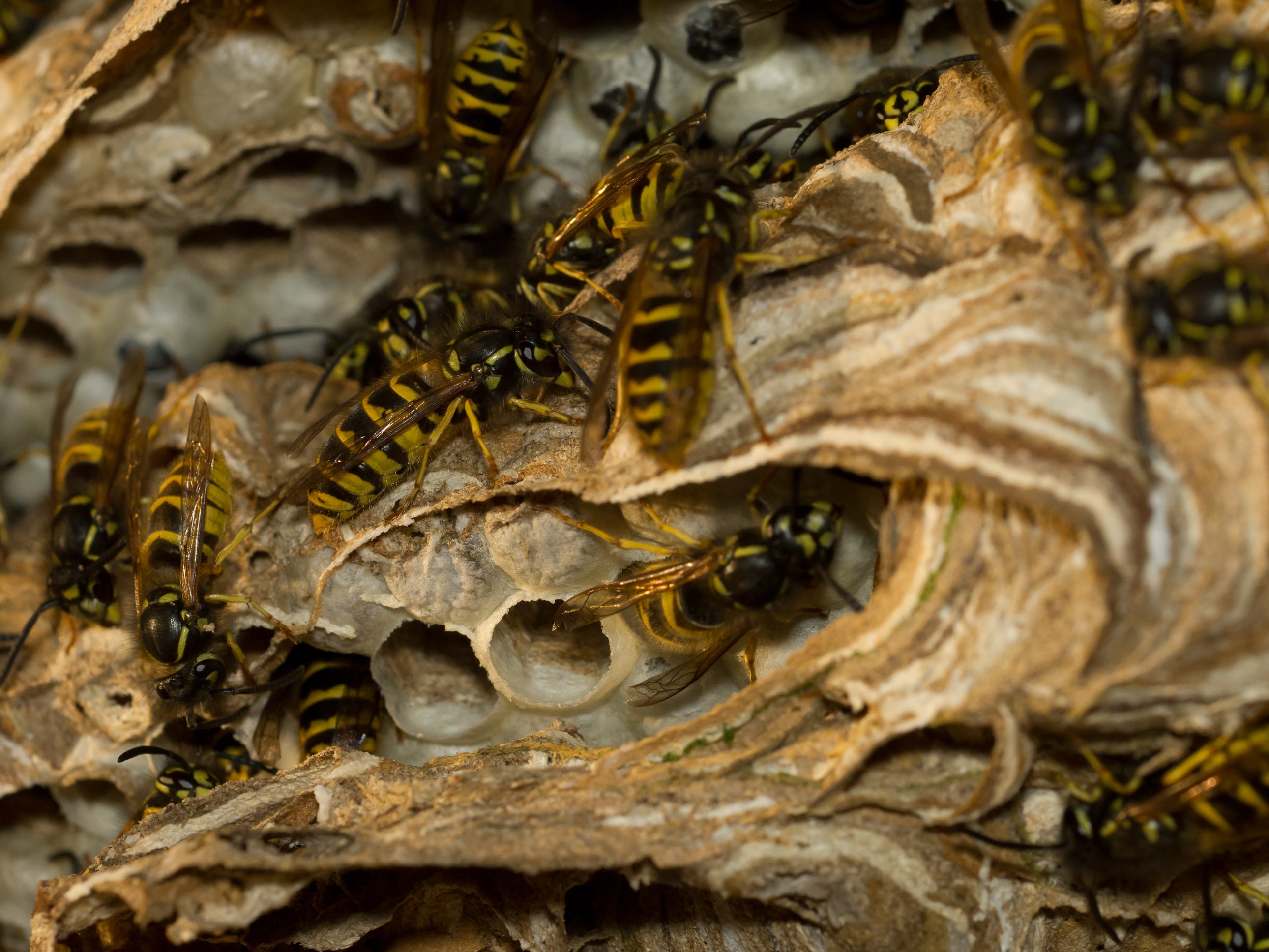
Vosy obecné na hnízdě
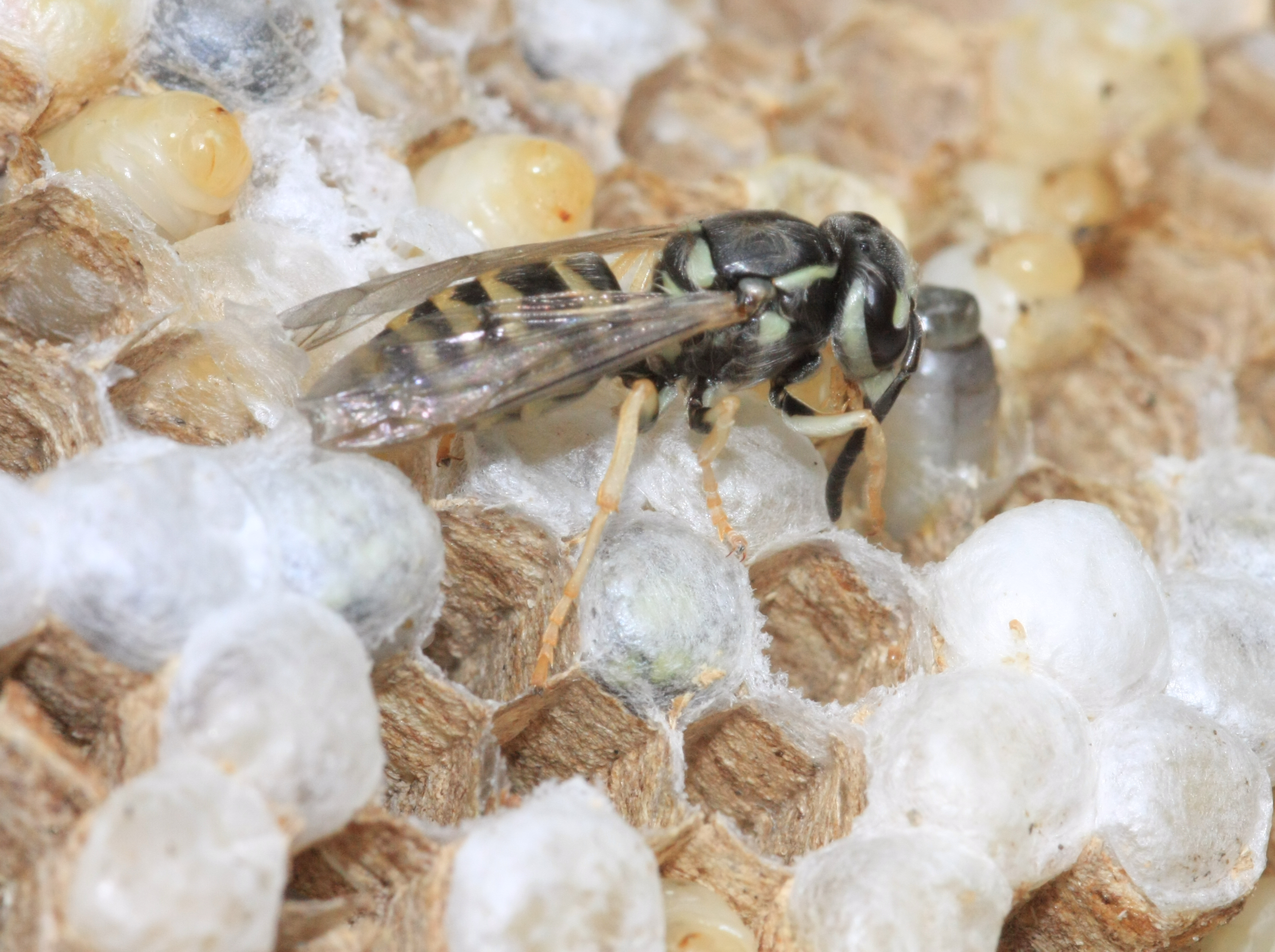
Čerstvě vylíhlá vosa útočná. Okolo ní jsou larvy a kukly.
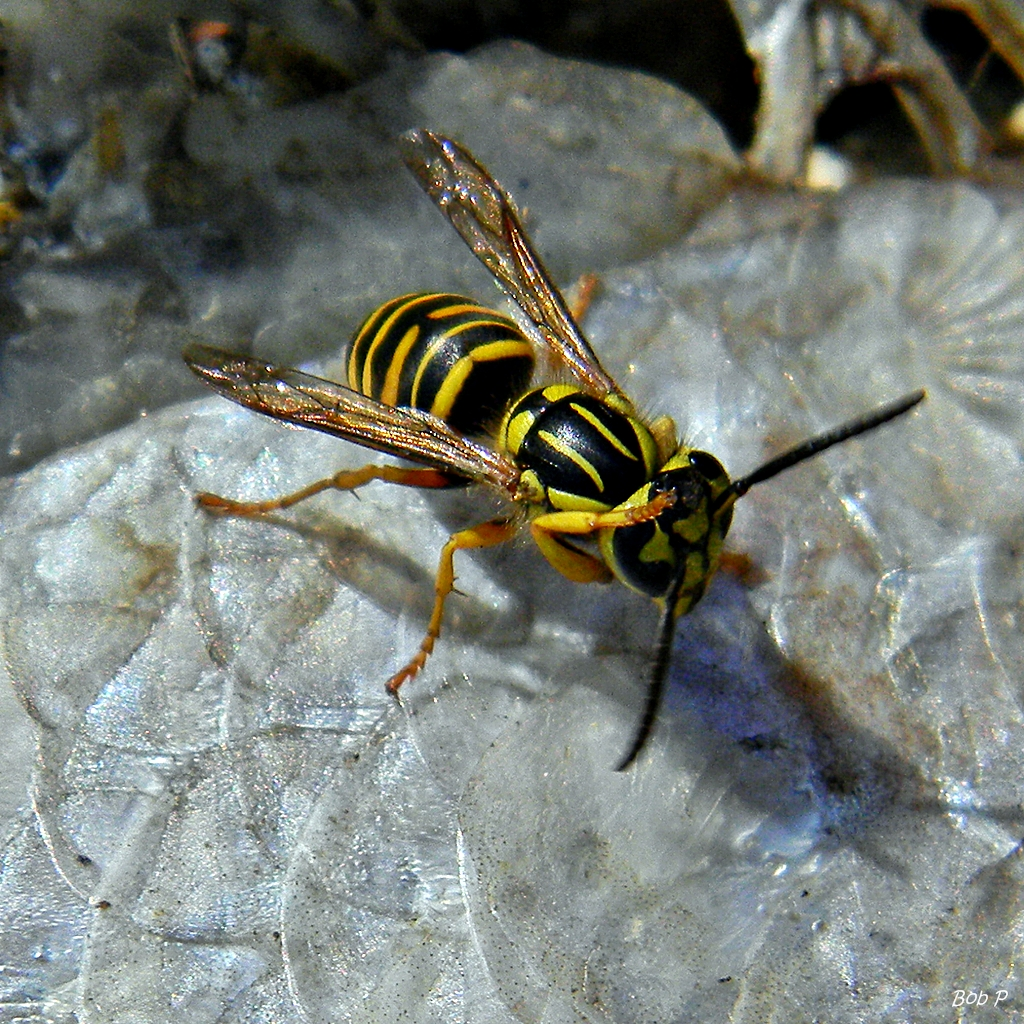
Vespula squamosa